# تیورینو
تیورینو (به لاتین: Tyurino) یک منطقهٔ مسکونی در روسیه است که در استان آستراخان واقع شده‌است.